# Новоивановка (Суетский район)
Новоивановка — исчезнувший посёлок в Суетском районе Алтайского края России. Располагался на территории современного Нижнесуетского сельсовета. Точная дата упразднения не установлена.

## История
Основан в 1906 году. В 1928 г. посёлок Ново-Ивановка состоял из 60 хозяйств. Центр Ново-Ивановского сельсовета Знаменского района Славгородского округа Сибирского края.

## Население
В 1926 году в посёлке проживало 277 человек (133 мужчины и 144 женщины), основное население — белорусы